# Pleurobrachia pileus
Pleurobrachia pileus è una specie di ctenoforo, descritto per la prima volta nel 1776 dal naturalista Otto Friedrich Müller.

## Descrizione
Pleurobrachia pileus è un piccolo ctenoforo pressoché trasparente o biancastro, dalla forma sferica, lungo fino a circa 2,5 cm. Presenta due lunghi tentacoli che vengono utilizzati per catturare le prede. I tentacoli sono lunghi fino a venti volte la lunghezza del corpo e sono orlati di filamenti lungo un bordo.
Le ciglia degli cteni sono montate su piastre trasversali corte che sono bioluminescenti. Il battito sincronizzato degli cteni permette all'animale di nuotare, e il loro movimento conferisce loro un aspetto cangiante.

## Distribuzione
L'areale originale di Pleurobrachia pileus è l'Atlantico settentrionale, ma ha invaso anche le acque del mar Nero, mar Baltico e Mare del Nord. È una specie pelagica, osservabile in acque libere, anche se non è raro trovare esemplari spiaggiati.
Condivide gran parte del suo areale con lo ctenoforo Bolinopsis infundibulum, e non c'è alcun tipo di competizione tra le due specie in quanto occupano nicchie ecologiche differenti.

## Nutrimento
Pleurobrachia pileus è un predatore attivo che si nutre di anfipodi, zoee di granchi, cypris di cirripede e calanoidi.
Nel Mare del Nord, P. pileus compie grandi migrazioni verticali giornaliere parallelamente alle sue principali prede, trascorrendo la notte nelle acque appena sotto il termoclino per poi scendere intorno ai 100 metri di profondità al mattino presto. In inverno queste migrazioni non avvengono, e la specie rimane vicino al sedimento. Questo cambiamento comportamentale può essere dovuto alla scarsità di prede nella colonna d'acqua in questo periodo dell'anno, anche se rimane enigmatico il vero motivo poiché vicino al substrato l'animale è predato da diverse specie.